# Diocesi di Tiziopoli
La diocesi di Tiziopoli (in latino Dioecesis Titiopolitana) è una sede soppressa del patriarcato di Antiochia e una sede titolare della Chiesa cattolica.

## Storia
Tiziopoli (denominata anche Titopoli), forse identificabile con Dindebol nell'odierna Turchia, è un'antica sede episcopale della provincia romana di Isauria nella diocesi civile d'Oriente. Faceva parte del patriarcato di Antiochia ed era suffraganea dell'arcidiocesi di Seleucia, come attestato da una Notitia episcopatuum del patriarcato datata alla seconda metà del VI secolo.
Sono solo quattro i vescovi conosciuti di questa diocesi. Artemio prese parte al primo concilio di Costantinopoli nel 381. Mampreo intervenne al concilio di Calcedonia nel 451, ma rifiutò di aderire alle decisioni conciliari. Secondo le Plerophoriae di Giovanni Rufo, Pietro succedette a Mampreo nel 468. Domizio era presente al concilio in Trullo nel 691-692.
Per un certo periodo, dopo l'occupazione araba di Antiochia, l'Isauria fu annessa al patriarcato di Costantinopoli. La diocesi di Tiziopoli appare nelle Notitiae Episcopatuum di questo patriarcato nel IX, nel X e nel XIII secolo.
Dal XVI secolo Tiziopoli è annoverata tra le sedi vescovili titolari della Chiesa cattolica; la sede è vacante dal 15 marzo 1967.

## Cronotassi

### Vescovi greci
- Artemio † (menzionato nel 381)
- Mampreo † (prima del 451 - 468 deceduto)
- Pietro † (468 - ?)
- Domizio † (prima del 691 - dopo il 692)

### Vescovi titolari
- Gualterio † (10 giugno 1387 - ? deceduto)
- Giovanni di Karlestadt, O.E.S.A. † (9 novembre 1389 - ?)[4]
- Raimondo † (22 giugno 1446 - ?)
- Domenico † (? deceduto)
- Matteo, O.S.B. † (20 dicembre 1447 - ?)
- Egidio † (? deceduto)
- Gomezio da Rocha, O.S.B. † (11 luglio 1488 - ? deceduto)
- Francesco, O.S.B. † (20 luglio 1498 - ?)
- Gondisalvo de Amotin, O.P. † (24 giugno 1518 - ? deceduto)
- Jean Parisol, O.P. † (26 ottobre 1519 - ?)
- Gaspar de Vasos † (7 novembre 1530 - ?)
- Juste de Serres, O.S.B. † (11 aprile 1616 - 28 gennaio 1621 succeduto vescovo di Le Puy)
- Luís da Silva Teles, O.SS.T. † (1º luglio 1671 - 8 marzo 1677 nominato vescovo di Lamego)
- Beato Niels Stensen † (13 settembre 1677 - 5 dicembre 1686 deceduto)
- Marco Gradenigo † (22 agosto 1699 - 19 novembre 1714 nominato vescovo di Verona)
- Charles-Marin Labbé, M.E.P. † (12 settembre 1703 - 24 marzo 1723 deceduto)[5]
- Angel Benito, O.S.B. † (4 marzo 1720 - ?)
- Gabriel Zerdahely † (11 dicembre 1780 - 5 ottobre 1813 deceduto)
- Ferenc Miklósy † (20 luglio 1801 - 20 giugno 1803 nominato vescovo di Gran Varadino)
- Vicente Alexandre de Tovar † (20 giugno 1803 - 8 ottobre 1808 deceduto)
- Manuel del Villar † (4 settembre 1815 - 23 settembre 1816 nominato vescovo di Lérida)
- Nicolò Gatto † (21 febbraio 1820 - 17 novembre 1823 nominato vescovo di Patti)
- Georgius Papas † (6 dicembre 1826 - ?)
- Francis Kelly † (3 agosto 1849 - 18 giugno 1864 succeduto vescovo di Derry)
- John Cameron † (11 marzo 1870 - 17 luglio 1877 succeduto vescovo di Arichat)
- Valentin Garnier, S.I. † (21 gennaio 1879 - 14 agosto 1898 deceduto)
- Juan José Laguarda y Fenollera † (19 giugno 1899 - 9 giugno 1902 nominato vescovo di Urgell)
- Vilmos Batthyány † (2 gennaio 1902 - 18 marzo 1911 succeduto vescovo di Nitra)
- Domenico Raffaele Francesco Marengo, O.P. † (8 marzo 1904 - 1º agosto 1904 succeduto arcivescovo di Smirne)
- Edward Joseph Hanna † (22 ottobre 1912 - 1º giugno 1915 nominato arcivescovo di San Francisco)
- Pierre Verdier † (22 marzo 1917 - 21 maggio 1924 deceduto)
- Joseph Alfred Langlois † (14 luglio 1924 - 10 luglio 1926 nominato vescovo di Valleyfield)
- Pedro Francisco Luna Pachón, O.F.M. † (17 luglio 1926 - 15 marzo 1967 deceduto)